# Zingel asper
Zingel asper es una especie de peces de la familia Percidae en el orden de los Perciformes.

## Morfología
Los machos pueden llegar a alcanzar los 22 cm de longitud total.

## Distribución geográfica
Se encuentra en el río Ródano y sus afluentes.